# Dejan Zlatičanin
Dejan Zlatičanin (* 24. April 1984 in Titograd, Jugoslawien) ist ein montenegrinischer Profiboxer und ehemaliger WBC-Weltmeister im Leichtgewicht. Er ist der erste Boxweltmeister in der Sportgeschichte von Montenegro.

## Karriere
Als Amateur gewann Zlatičanin international besetzte Turniere in Albanien, Bosnien und Serbien. Er war Teilnehmer der Junioren-EM 2001 in Sarajevo und der Junioren-WM 2002 in Santiago de Cuba, sowie der WM 2003 in Bangkok, der EM 2004 in Pula, der Mittelmeerspiele 2005 in Almería und der EM 2006 in Plowdiw (5. Platz). Durch den Staatenzerfall Jugoslawiens kämpfte er anfangs für die Bundesrepublik Jugoslawien, später den Staatenbund Serbien und Montenegro, sowie zuletzt für die Republik Montenegro.
Im Mai 2008 gab er in Budva seinen Einstand als Profi, als er vorzeitig gegen den erfahrenen Bulgaren Wladimir Borow (16–45) gewann. Auch zehn weitere Aufbaukämpfe in Montenegro, Bosnien und Serbien konnte er für sich entscheiden, davon neun vorzeitig.
Im Februar 2011 gewann er den Meistertitel des Mittelmeerraumes des Weltverbandes WBC, nachdem er den Spanier Felix Lora (12-6) einstimmig über zwölf Runden besiegt hatte. Er verteidigte den Titel anschließend gegen den Spanier Hoang Nguyen (25-5) durch K. o. in der fünften Runde. Im November 2011 besiegte er den Südafrikaner Godfrey Nzimande (23-3) einstimmig über zwölf Runden und gewann damit den Internationalen Meistertitel der WBC. Diesen konnte er gegen Bachrom Pajosow (20-1) und Petr Petrow (32-3) verteidigen, zudem gewann er zwei Nichttitelkämpfe gegen Vasile Herteg (19-7) und Asan Juseinow (11-5).
Am 27. Juni 2014 bestritt er eine weitere Titelverteidigung in Glasgow und schlug dabei überraschend den ehemaligen zweifachen WBO-Weltmeister Ricky Burns (36-3) nach Punkten. Im Juni 2015 schlug er Ivan Redkach (18-0) vorzeitig in der vierten Runde.
Am 11. Juni 2016 gewann er den vakanten WBC-Weltmeistertitel durch einen T.K.o.-Sieg in der dritten Runde gegen Franklin Mamani (21-2). Den WM-Titel verlor er schließlich am 28. Januar 2017 durch eine K.-o.-Niederlage an Miguel Ángel García (35-0). Im Juni 2018 verlor er zudem vorzeitig gegen Roberto Ramirez (17-2).
Im September 2021 verlor er nach Punkten gegen Saur Abdullajew (13-1) und im März 2022 gegen Lewis Ritson (22-2).